# OHJ MO sorozat
Az OHJ MO 25/26 kettő dízel-hidraulikus motorvonat volt, melyet 1961-ben a Maschinenbau Kiel gyártott 516-os és 517-es gyári számon az Odsherred Jernbane dán magánvasútnak a Nykøbing Sjælland és a Holbæk közötti, Sjælland szigeten található vonal kiszolgálására. Az OHJ MO nagyban hasonlít a MaK GDT sorozathoz.

## Történet
A GDT-t az 1950-es évek elején fejlesztette ki a Maschinenbau Kiel kis- és magánvasutak számára. Tizenegy motorkocsit építettek észak-németországi magánvasutak számára.
A dán Odsherreds Jernbane-t a MaK két hasonló vasúti szerelvénnyel látta el. Az 1961-ben leszállított járművek az MO 25 és MO 26 pályaszámot kapták. A járművek 66 ülőhellyel és homlokátjáróval rendelkeztek, megengedett legnagyobb sebességük 120 km/h volt. Legfeljebb három személykocsit lehetett utánuk besorolni.

## Felépítésük
A motorok a forgóvázak belső tengelyeit hajtották.
A német magánvasutaknak szállított GDT-vel ellentétben a kocsik közepén egy kétszárnyú, míg a két végén pedig egy-egy egyszárnyú ajtó volt a fel- és leszálláshoz. A kocsik közötti átjárhatóság érdekében  visszahúzható gumiszufléval ellátott homlokátjáróval rendelkeztek. Csomagmegőrzővel és WC-vel is el voltak látva.
Eredetileg piros színben, krémszínű díszcsíkkal és ezüstszínű tetővel szállították őket. Kettő fényszóróval voltak szerelve; egy a tető közepén és egy jobbra a szélvédő alatt volt. Egy átalakítás során a szélvédő alatt, bal oldalra is felszereltek egy fehér, illetve a kettő szélvédő alatti fehér fölé kettő vörös jelzőfényt.
Az MO 25-öst 1981. március 3-án átszállították a MaK kieli üzemébe, hogy új Voith gyártmányú hajtóművet kapjon. Ezzel a megengedett legnagyobb sebessége 100 km/h-ra csökkent.
Az MO 26-ot 1976-ban Holbækben vandálok súlyosan megrongálták. 1979. szeptember 21-én egy teherautóval való ütközésben ismét megrongálódott, amelyben nyolc ember megsérült. A MaK Kielben javította meg, mellyel egy időben az MO 25-ösbe szerelttel megegyező típusú Voith-hajtóművet kapott. 1980 júniusában ismét menetrendszerű szolgálatba állt.
1997-ben korszerűsítették az MO 25-öst, majd 1999-ben az MO 26-ost is. Ezek a kocsik az egyik végükön homlokátjáró nélküli, a másik végükön pedig átjáróval ellátott vezetőfülkét kaptak. A krémszínű díszcsíkot kettő fehér csíkra cserélték. Megújult a belső tér, és a csuklós ajtókat forgó-tolóajtókra cserélték.

## Bl 230/31 kocsi
A motorvonatokhoz átadásukkor a Bl 230 és Bl 231 személykocsik tartoztak. Ezek 84 ülőhellyel és két kétszárnyú ajtóval rendelkeztek az utascseréhez.

## Bls 230/31 vezérlőkocsi
A Bl 230-ast 1992 és 1993 között átalakították vezérlésre alkalmas pótkocsivá, amely során a végéről eltávolították a homlokátjárót. A Bl 231-est 1995-ben hasonló módon átépítették. Az átalakítás után a Bls sorozatjelzést kapták, járműszámukat megtartották.
Az átalakítás során a járműveket a svéd Hogia cég által kifejezetten az OHJ számára kifejlesztett  vezérlőrendszerrel szerelték fel. Ez lehetővé tette, hogy a vezérlőkocsikkal az OHJ MX mozdonyokat is lehessen működtetni.

## Használatuk
A fővonalon való használatuk mellett a motorkocsik a DSB Holbæk-Koppenhága vonalán is közlekedtek, más személykocsikat szállítva. Ezen a vonalszakaszon ki tudták használni a nagy sebességüket.
Az 1990-es évek végi átalakítás után a motorvonatokat és a vezérlőkocsikat szinte kizárólag rögzített kettős egységként üzemeltették. Alkalomadtán a vezérlőkocsikat mozdony-vezette vonatokban is használták.

## Vestsjællands Lokalbaner A/S (VL)
2003-ban a Vestsjællands Lokalbaner A/S (VL) felvásárolta az Odsherred Jernbanét, ezzel mind a négy járművet az új vállalat vette át. 2004 júliusában kivonták őket a forgalomból.

## Sors
Miután a két motorvonat egyikét 2007-ben kiállították az odensei vasúti múzeumban, mindkét egységet ócskavasként eladták az aarhusi Henriksen vállalatnak.

## Fordítás
- Ez a szócikk részben vagy egészben  az   OHJ MO című német Wikipédia-szócikk ezen változatának fordításán alapul.  Az eredeti cikk szerkesztőit annak laptörténete sorolja fel. Ez a jelzés csupán a megfogalmazás eredetét és a szerzői jogokat jelzi, nem szolgál a cikkben szereplő információk forrásmegjelöléseként.